# Детонирующий шнур

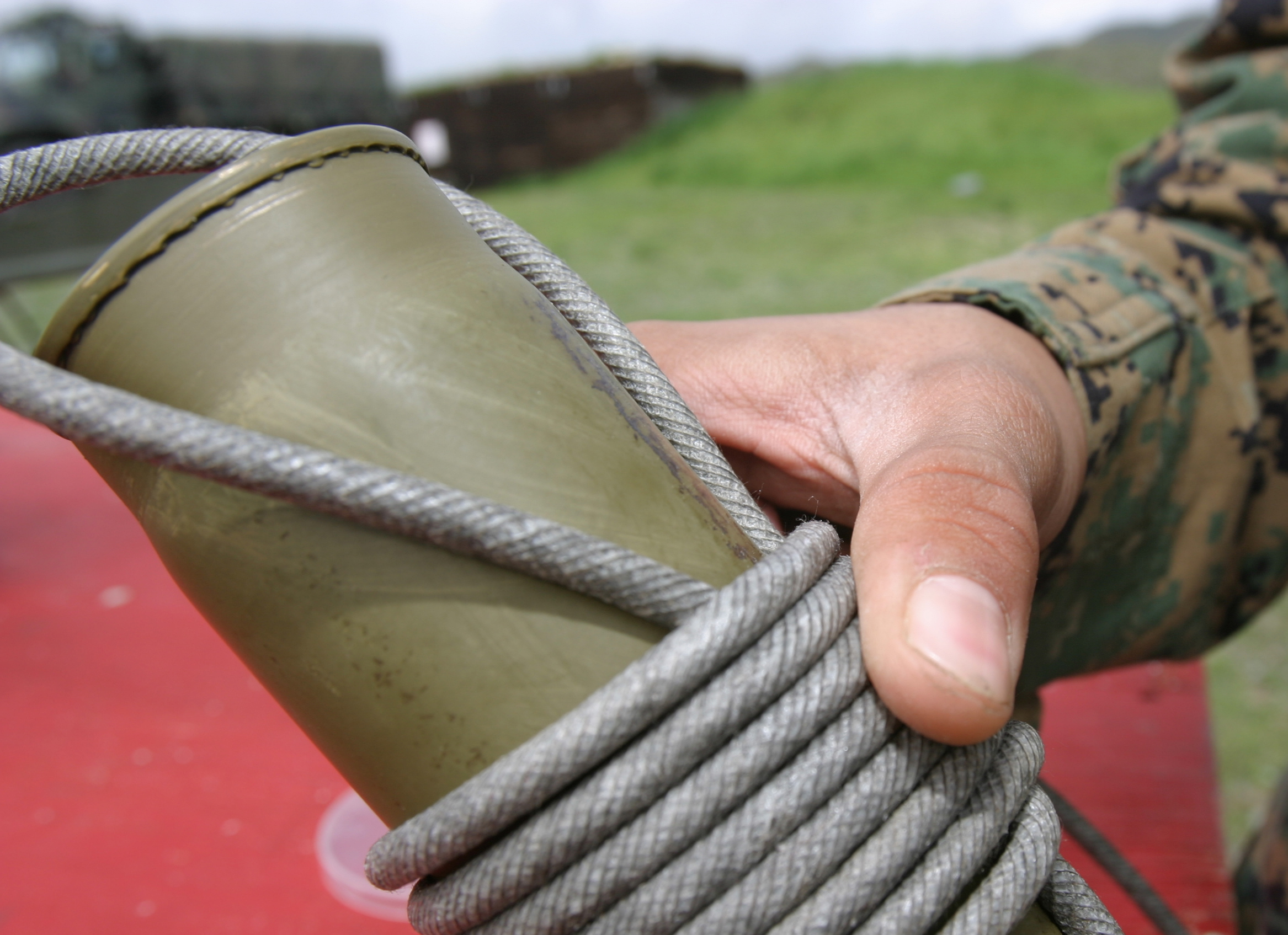

Детонирующий шнур (детонационный шнур, ДШ) — устройство для передачи на расстояние инициирующего импульса для возбуждения детонации в зарядах взрывчатых веществ. Инициирующий импульс обычно возбуждается капсюлем-детонатором и передаётся детонирующим шнуром к одному, чаще к нескольким зарядам, которые должны сработать одновременно. Также используется для передачи импульса от одного заряда к другому. Современные детонирующие шнуры массового применения представляют собой эластичную гидроизолированную трубку, полимерную либо состоящую из нескольких нитяных или стекловолокнистых оплеток с сердцевиной из взрывчатого вещества (чаще всего — тэна). Скорость детонации различных видов и марок детонирующего шнура различна, для шнура с тэном составляет около 6500 м/с.

## История создания и развития
Возникновение и развитие производства детонационного шнура было связано с потребностями в горном и военном деле дистанционного инициирования зарядов ВВ, особенно при проведении взрывов с большим числом отдельных зарядов. Создание первоначальных образцов строилось по типу бикфордова шнура. Первый детонационный шнур предложил в 1879 году французский инженер Мэссен, в нём использовался зернёный пироксилин. Скорость детонации доходила до 3000 м/с, однако надёжности и однообразия применения он не давал.
Улучшение было достигнуто путём применения пироксилина, получаемого из гидроцеллюлозы, которым наполнялась свинцовая трубка. Из-за ломкости свинцовые трубки были заменены на оловянные, и такой шнур получил значительное распространение в конце XIX века. Скорость детонации пироксилина в металлической трубке удалось довести до 4000 м/с.
В 1902 году во Франции был разработан детонационный шнур с использованием пикриновой кислоты в оловянной трубке с наружным диаметром 5,4 мм; скорость детонации составляла 6690÷6745 м/с.
В 1903 году генерал австрийской службы Гесс предложил использовать гремучую ртуть, для безопасности флегматизированую 20 % парафина.
В 1907 году во Франции начато производство коммерческого детонационного шнура в виде свинцовой трубки, наполненной тротилом или тетрилом со скоростью детонации 5110 м/с. В Соединённых Штатах Америки такой тип шнура начала производить в 1913 году компания «Энсайн-Бикфорд».

## Современные детонирующие шнуры
Современный детонирующий шнур, состоящий из полимерной оболочки и 12 грамм флегматизированного гексогена на погонный метр. Этот шнур применяется для одновременного подрыва нескольких зарядов.
Детонация осуществляется от капсюль-детонатора, возможен вариант подрыва от шашки тэна при попадании пули. Детонация передается на другой капсюль или осуществляется за счет наматывания 6—8 витков шнура на тротиловую шашку. Хранится в бухтах по 50 и 100 метров. Внешняя оболочка детонирующего шнура имеет красный цвет или белый с двумя красными нитями. Детонирующий шнур не детонирует от удара или открытого огня.
В горной промышленности могут использовать более безопасный детонирующий шнур с содержанием 6 грамм гексогена на погонный метр.